# Pseudocerylon rugosum
Pseudocerylon rugosum is een keversoort uit de familie dwerghoutkevers (Cerylonidae). De wetenschappelijke naam van de soort werd in 1982 gepubliceerd door Stanislaw Adam Ślipiński.